# سیارک ۱۵۹۵۷
سیارک ۱۵۹۵۷ (به انگلیسی: 15957 Gemoore، نامگذاری:1998BB27) پانزده هزار و نهصد و پنجاه و هفتمین سیارک کشف شده‌است که در ۲۲ ژانویه ۱۹۹۸ کشف شد.
قدر مطلق سیارک برابر ۱۹.۵ است.